# بوكيمون سليب
بوكيمون سليب (باليابانية: ポケモンの睡眠) و التي تُعرب اإلى بوكيتو مونستا نو سويمين والتي تعني حرفياً وحوش الجيب نائمة هو تطبيق محمولة لتتبع النوم لمنصتي آي أو إس وأندرويد جزء من سلسلة بوكيمون. من المقرر إطلاقه في جميع أنحاء العالم، باستثناء مناطق معينة، في صيف 2023.
تطور شركة سليكت بوتوم اليابانية بمساعدة من شركة نيانتيك الامريكية، ونشرتها شركة البوكيمون العالمية. أعلن ذلك في 28 مايو 2019 من قبل تسونكازو إيشيهارا، الرئيس التنفيذي لشركة بوكيمون العالمية، خلال المؤتمر الصحفي الذي عُقد في طوكيو وكذلك على صفحة تويتر الرسمية للشركة. كان يخطط في الاساس أن تصدر في عام 2020.
تتعقب اللعبة مقدار الوقت الذي ينام فيه المستخدم، وذلك باستخدام مقياس التسارع الخاص بملحق بوكيمون غو بلس + الخارجي، وتوصيل البيانات إلى جهاز الهاتف المحمول الخاص بالمستخدم عبر البلوتوث لتشغيل الألعاب المتعلقة بالنوم. على الرغم من عدم معرفة الكثير عن اللعبة بالضبط بعد، وعدت شركة البوكيمون بأنها ستحول «النوم إلى الترفيه» بطريقة مشابهة لكيفية تحول لعبة بوكيمون غو الأخرى التي تحمل امتياز بوكيمون إلى لعبة ترفيهية.

## روابط خارجية
- الموقع الرسمي
- Pokemon Sleep Grader - الآلة الحاسبة (موقع المعجبين)